# ATMOS 2000
ATMOS 2000 (англ. Autonomous Truck MOunted howitzer System) — ізраїльська 155-мм самохідна артилерійська установка на базі шасі Tatra T815 VVN 6x6, призначена для знищення живої сили, артилерійських батарей, дзотів, а також для забезпечення проходів в мінних полях та польових загородженнях.

## Історія
Розробка почалась як приватна ініціатива Soltam (пізніше стала частиною Elbit Systems). Перш за все система була орієнтована на експорт, тільки в 2006 почалися випробування ізраїльською армією.

## Конструкція
Артилерійська частина представлена 155-мм гаубицею Soltam ATHOS 2052 з довжиною ствола в 52 калібри. Ця гаубиця може використовувати весь асортимент 155-мм снарядів НАТО. Максимальна дальність стрільби 30 км звичайними снарядами, 41 — з реактивним двигуном. Максимальна скорострільність — 4-9 пострілів за хвилину. Крім того, є варіанти встановлення більш коротких 155-мм Soltam (39 та 45 калібрів) та радянської 130-мм гаубиці М-46. Може випустити 3 снаряди за 15 секунд.
Основою комплексу є вантажівка Tatra T815 VVN 6x6 з броньованою кабіною. Комплекс може транспортуватися військово-транспортним літаком C-130 Hercules.

## Оператори

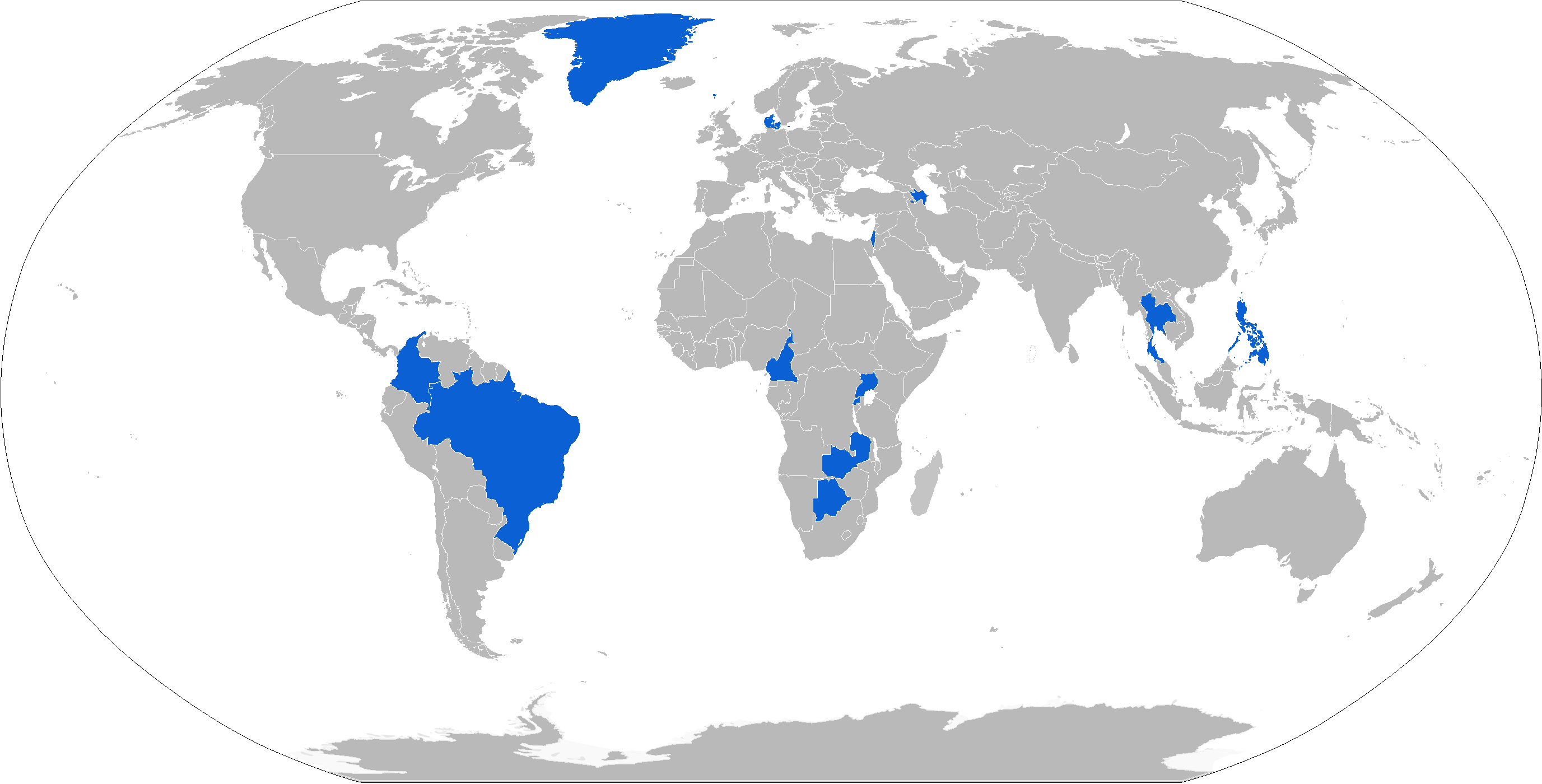
Мапа операторів ATMOS 2000

- Азербайджан — 5 САУ з установкою 130-мм М-46.
- Камерун — 18 САУ[3]
- Таїланд — 6 САУ. Планується розгортання ліцензійного виробництва з 155-мм гаубицею 39 калібрів.
- Уганда — 6 САУ.
- Румунія — з 2003 року розгорнуте ліцензійне виробництво під назвою ATROM на шасі ROMAN 26.360 DFAEG 6x6[4].

### Данія
В січні 2023 року Данія передала Україні всі 19 замовлених раніше САУ CAESAR. Натомість, аби швидко поповнити свій арсенал було вирішено придбати 19 установок ATMOS в Ізраїля, і з цією метою було розпочато переговори з компанією-виробником. На додачу, данський уряд планує придбати 8 ракетних установок PULS (англ. Precise Universal Launching System) в того ж виробника — компанії Elbit.